# Place d’Armes (Québec)

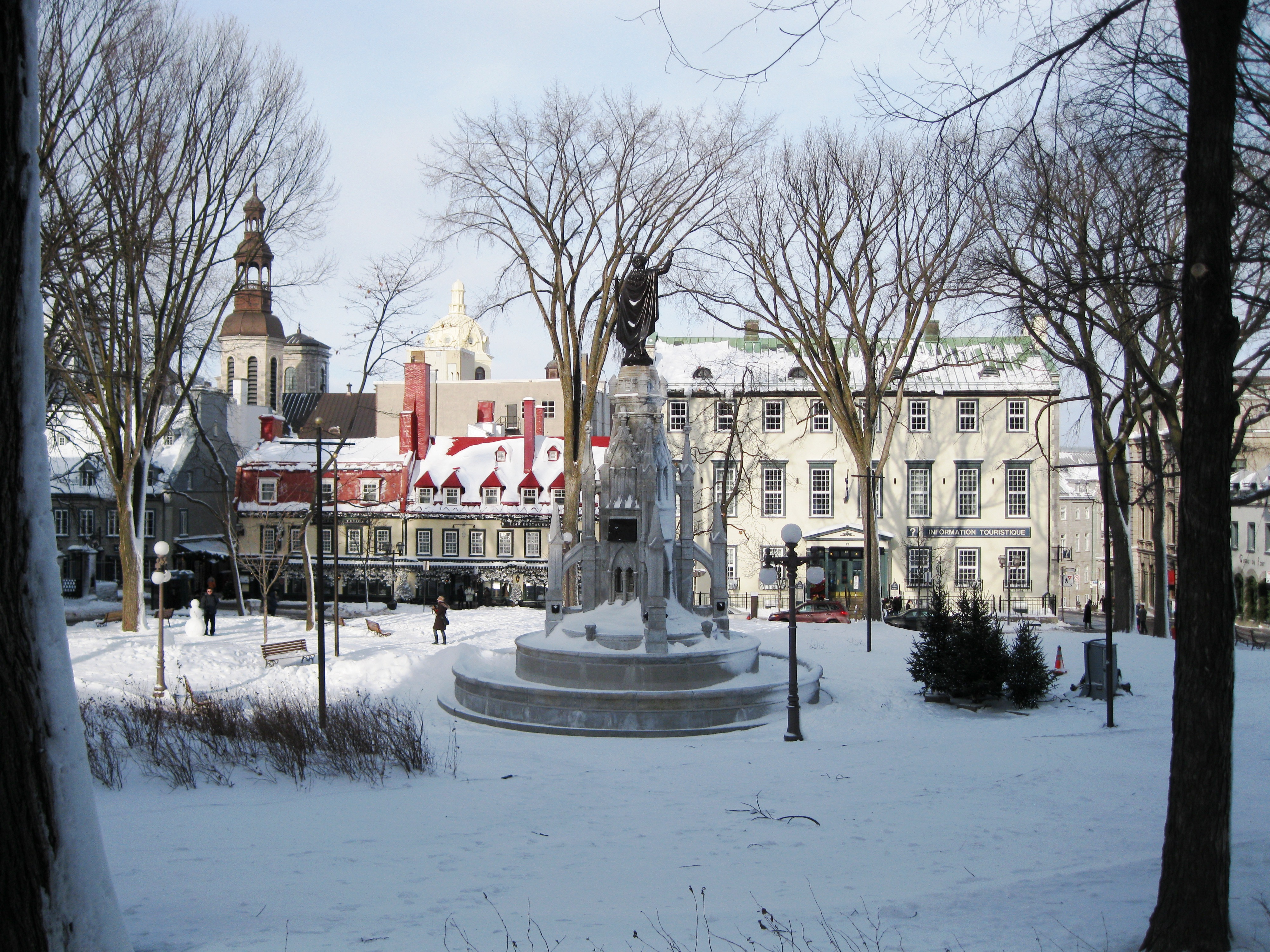
Ansicht von Süden her

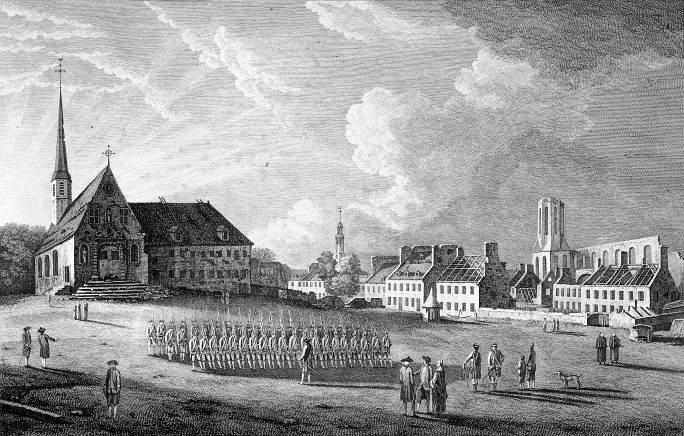
Parade im Jahr 1761

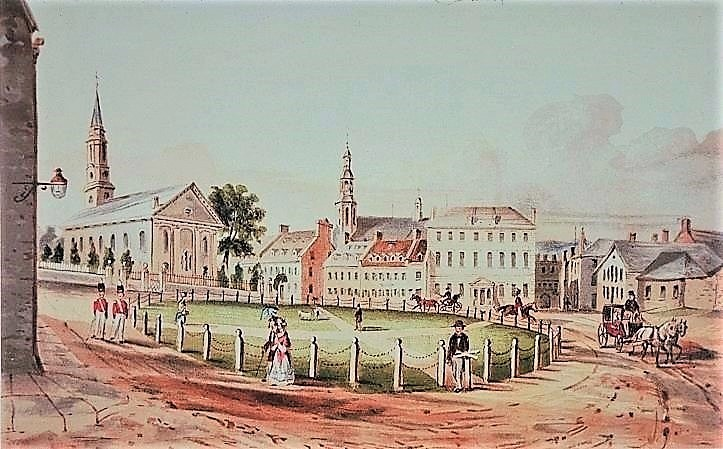
Place d’Armes im Jahr 1832

Die Place d’Armes ist ein Platz in der Stadt Québec. Sie befindet sich im Arrondissement La Cité-Limoilou, im oberen Teil der Altstadt (Vieux-Québec).

## Beschreibung
Der Platz weist die Form eines Trapezes auf und ist rund 5000 m² groß. Begrenzt wird er im Norden durch die Rue Sainte-Anne, im Osten durch die Rue du Fort, im Süden durch die Rue Saint-Louis und im Westen durch die Rue du Trésor. Am Rande des Platzes befinden sich mehrere bedeutende Gebäude, darunter das Château Frontenac im Süden sowie der ehemalige Justizpalast (heute Finanzministerium) und die anglikanische Kathedrale Holy Trinity im Westen.
In der Mitte des parkähnlich gestalteten Platzes steht das Monument de la Foi (Glaubensdenkmal). Es wurde 1916 aus Anlass des 300. Jubiläums der Ankunft des franziskanischen Récollet-Ordens enthüllt. Das 12 Meter hohe Denkmal besteht aus Granit und ist ein Werk des Abts Adolphe Garneau. Dargestellt wird eine junge Frau als Symbol des christlichen Glaubens.

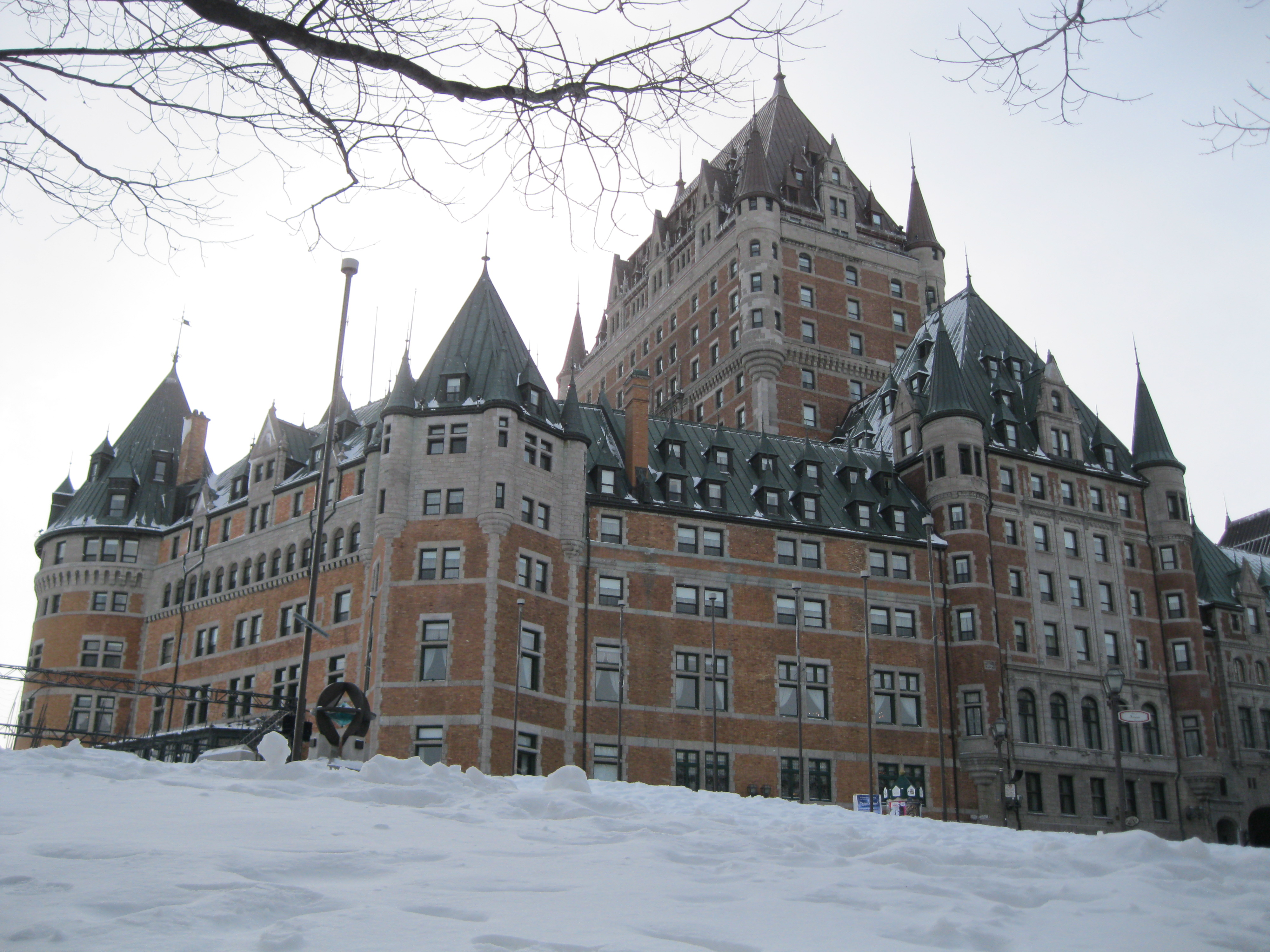
Château Frontenac
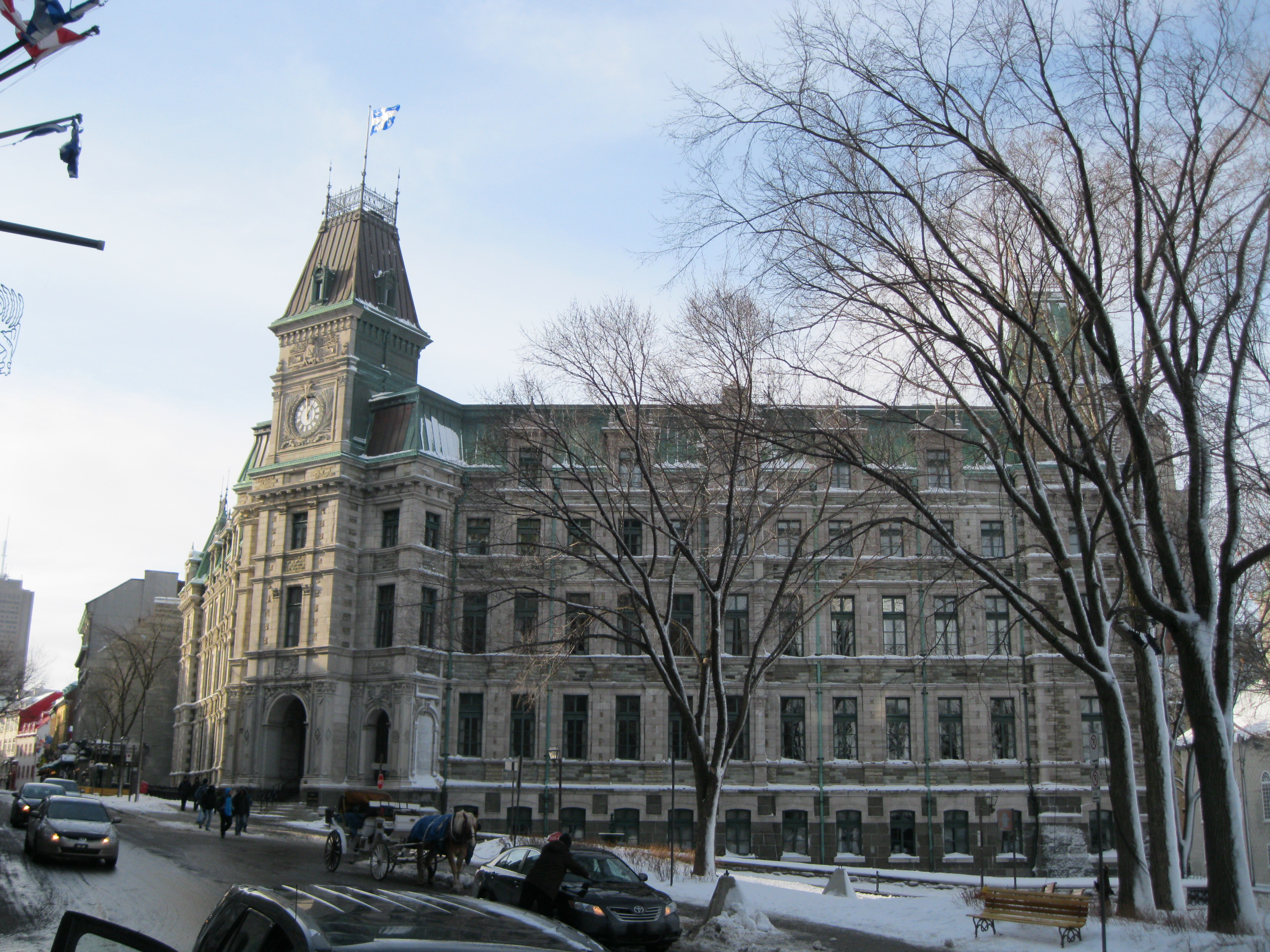
Ehemaliger Justizpalast
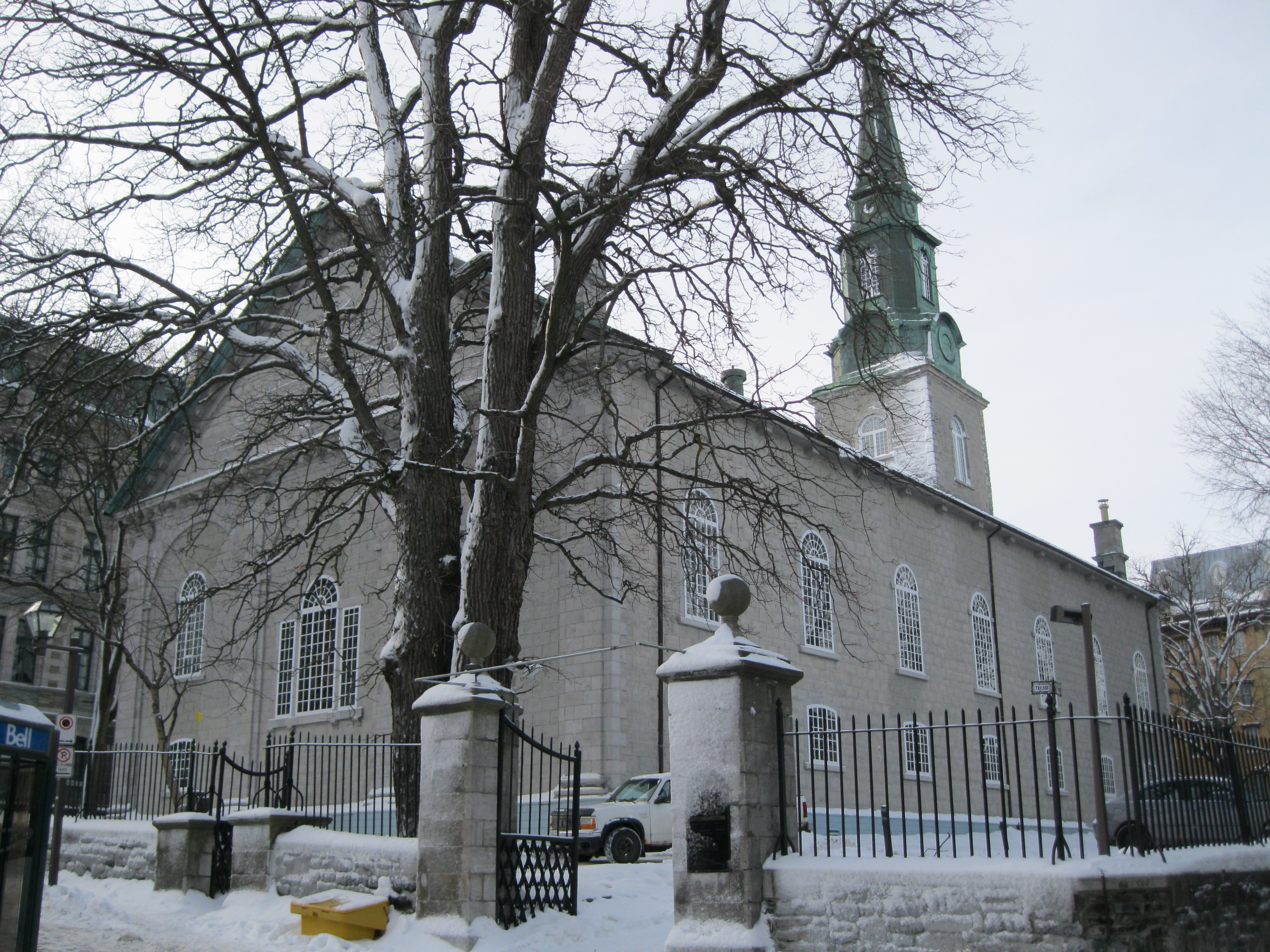
Holy Trinity

## Geschichte
Charles Jacques Huault de Montmagny, Generalgouverneur von Neufrankreich, ließ den Platz zwischen 1640 und 1648 in der Nähe des Fort Saint-Louis anlegen. Dort exerzierten die in der Stadt stationierten Soldaten und wurden Paraden abgehalten. Nach der Eroberung Québecs im Jahr 1759 nutzten die britischen Truppen den Platz für dieselben Zwecke, wichen aber häufig auf andere, geräumigere Standorte aus. Nach der Fertigstellung der Zitadelle von Québec im Jahr 1832 verlor die Place d’Armes ihre militärische Funktion. 1865 baute man sie zu einer öffentlichen Parkanlage um. Für den Platz waren früher auch andere Bezeichnungen üblich: Grande Place (17. Jahrhundert), Place du Fort (1683), Place du Château (1692), Grande Parade (1815). Die Briten bezeichneten den Platz auch als Ring.